# کاهش کوری–ایتسونو
کاهش کوری–ایتسونو، همچنین به عنوان کاهش کوری–باکشی–شیباتا (CBS) شناخته می شود، یک واکنش شیمیایی است که در آن یک کتون غیرکایرال به طور انانتیوگزین کاهش می یابد تا الکل کایرال و غیر راسمیک مربوطه تولید شود. واکنشگر اگزازابورولیدین که واسطه احیای انانتیوگزین کتون‌ها است قبلاً توسط آزمایشگاه ایتسونو ساخته شده بود و بنابراین این تبدیل را می توان به درستی احیای اگزازابورولیدین کوری–ایتسونو نامید.

## سازوکار
کوری و همکارانش در اصل مکانیسم واکنش زیر را برای توضیح گزینش‌پذیری به دست آمده در کاهش کاتالیزوری پیشنهاد کردند.

## همچنین ببینید
- هیدروژنه‌کردن نامتقارن نویوری